# 白山神社 (多摩市落合)
白山神社（はくさんじんじゃ）は東京都多摩市落合字青木葉に鎮座する神社。旧社格は村社。

## 祭神
伊弉諾尊と伊弉冉尊を祀り、騎乗の神像を神体とする。

## 歴史
創祀の時期は不明であるが下記境内出土の神像から平安・鎌倉時代にまで遡るものと考えられ、また、社域背後に不動瀧が控え、口碑によれば鎮座地である青木葉は相模国小山田から武蔵国の国府に通じる街道が通っていたというので、そうした条件から古来霊地とされた地であったと思われる。
文化文政期（19世紀前葉）の『新編武蔵風土記稿』によると慶長年間（16・7世紀の交）以前には蓮善坊という山伏が社司として仕えていたといい、宝暦13年（1763年）時の記録と考えられる『落合村旧記』や、元和4年（1618年）銘の棟礼から、元和4年11月に八王子代官小宮山助為の計らいで加賀国の白山大権現（白山比咩神社）の分霊を勧請して再興され、同時に上落合村堀合堰にあった東福寺の僧円能房を社守に任じるとともに同寺を神社の西に移して別当寺と定めたといい（白山神社由来）、以来上之根、青木葉、山王下、中組、唐木田地域の氏神として崇敬された。なお、再興時に落合村内から社領10石の朱印地が認められたと伝えるが（縁起記）、その朱印地は東福寺領であった。
明治の神仏分離令によって東福寺と分離し、昭和11年（1936年）に村社に列した。
なお、明治8年（1875年）に境内から平安時代から鎌倉時代にかけてのものと推定される神像7体が出土し、中1体は頭頂に突起を有する点から十一面観音像であると見られるが、神仏習合時代の白山権現の本地仏が十一面観音とされていた。

## 祭祀
明治以前は8月19日が祭日とされ、明治の改暦によって月遅れの9月19日とされた後、戦後に9月第2日曜日と改められた。かつて例祭には関東一円に分布する三匹獅子舞が多摩市内で唯一奉納されていたが、昭和初期にはその獅子舞奉納も滞りがちになり、大規模な神賑行事も行われずに宵宮と例祭当日に氏子当番が拝殿に寝泊まりする程度であったといい、獅子舞奉納も昭和15年（1940年）に皇紀2600年を祝って奉納されたのを最後に途絶えた（三匹獅子舞）。
当神社奉納の三匹獅子舞の起源は詳らかでないが、旱魃時に相模の大山阿夫利神社から神水を授かった後に獅子舞行列が村内外の集落や不動滝まで練り歩いて雨乞いを行ったと伝える。

## 社殿
本殿は覆屋に覆われるが、その覆屋と拝殿とは共に桁行梁間共3間の入母屋造平入屋根銅板葺。拝殿は享保8年（1723年）の造替にかかる建物で、拝殿正面には千鳥破風を飾り、梁間1間向唐破風造の向拝を設ける。以前は本殿と拝殿とは分かれていたが、多摩ニュータウンの開発を契機として昭和58年（1983年）に石の間を介して本殿と拝殿とを一体化する権現造の形式とされた。
社殿は度々改築されており、上記元和4年や享保8年の棟札の他に明治43年度（1910年）、昭和2年度（1927年）の棟札が残されている。

## 文化財
（件名後の括弧内は指定の種別と年月日）
- 三匹獅子舞用具65点 附長持1点（多摩市指定有形民俗文化財、平成19年4月2日）

多摩市域唯一とされる当神社の三匹獅子舞奉納は昭和15年の奉納を最後に途絶えたが、その為に却って消耗品として交換される筈の諸用具がそのまま残される事となった。文化財指定物件は新旧の獅子頭各1組（男獅子、女獅子、剣獅子）、獅子舞の道具（太鼓、撥、翁・ひょっとこの面、陰陽の採物（とりもの）、拍子木、法螺貝等）、獅子舞の衣装（裁着（たっつけ）袴等の着物や手甲等）等からなるが、中でも江戸時代後期の作と目される新旧獅子頭のより古い作（三匹獅子舞）と考えられる1組の造作は近隣における類例が無く、獅子舞の伝播を考える際に注目に値する。また「ウチオリ」と呼ばれる手織り機で織られた木綿製の裁着袴と手甲は当地で機織業が盛んであった事を証すものであり、いずれも江戸時代末期から昭和時代初期にかけての貴重な民俗遺産とされる。

## 交通
- 多摩センター駅から徒歩10分。